# Danh sách trận đánh thời đại Napoléon

Danh sách này bao gồm tất cả những trận chiến diễn ra trong Thời đại Napoleon, từ tháng 4 năm 1796 đến ngày 18 tháng 6 năm 1815.

## A
- Trận Aboukir 2 tháng 1 – 20 tháng 2 năm 1799
- Trận Abensberg 20 tháng 4 năm 1809
- Cuộc vây hãm Acre 17 tháng 3 – 20 tháng 5 năm 1799
- Trận Alba de Tormes 26 tháng 11 năm 1809
- Trận Albuera 16 tháng 5 năm 1811
- Trận Alcañiz 23 tháng 5 năm 1809
- Trận Algeciras Bay 8 và 12 tháng 7 năm 1801
- Trận Amstetten 5 tháng 11 năm 1805
- Trận Arcis-sur-Aube 20–21 tháng 3 năm 1814
- Trận Arcole 15–17 tháng 11 năm 1796
- Trận Aspern-Essling 22 tháng 5 năm 1809
- Trận Auerstadt 14 tháng 10 năm 1806
- Trận Austerlitz 2 tháng 12 năm 1805

## B
- Trận Badajoz 16 tháng 3 – 6 tháng 4 năm 1812
- Trận Bailén 18 – 22 tháng 7 năm 1808
- Trận Barrosa 5 tháng 3 năm 1811
- Trận Bassano 8 tháng 9 năm 1796
- Trận Bautzen 21 tháng 5 năm 1813
- Trận Berezina 26–29 tháng 11 năm 1812
- Trận Bergisel 2 tháng 4 – 1 tháng 11 năm 1809
- Trận Borodino 7 tháng 9 năm 1812
- Trận Burgos hay Trận Gamonal 7 tháng 11 năm 1808
- Trận Bussaco 27 tháng 9 năm 1810

## C
- Cuộc vây hãm Cádiz 5 tháng 2 năm 1810 - 24 tháng 8 năm 1812
- Trận Caldiero 30 tháng 10 năm 1805
- Trận Castiglione 5 tháng 8 năm 1796
- Trận Castlebar 27 tháng 8 năm 1798
- Trận Champaubert 10 tháng 2 năm 1814
- Trận Château-Thierry 2 tháng 2 năm 1814
- Trận Copenhagen (1801) 2 tháng 4 năm 1801
- Trận Copenhagen (1807) 16 tháng 8 – 5 tháng 9 năm 1807
- Trận Corunna 16 tháng 1 năm 1809
- Trận Craonne 7 tháng 3 năm 1814

## D
- Trận Dego thứ hai 14–15 tháng 4 năm 1796
- Trận Dennewitz 6 tháng 9 năm 1813
- Trận Dresden 26–27 tháng 8 năm 1813
- Trận Dürenstein 11 tháng 11 năm 1805

## E
- Trận Eckmühl 22 tháng 4 năm 1809
- Trận Elchingen 14 tháng 10 năm 1805
- Trận Espinosa 10–11 tháng 11 năm 1808
- Trận Eylau 7–8 tháng 2 năm 1807

## F
- Trận Cape Finisterre 22 tháng 7 năm 1805
- Trận Friedland 14 tháng 6 năm 1807
- Trận Fuentes de Oñoro 3–5 tháng 5 năm 1811

## G
- Trận Gebora 19 tháng 2 năm 1811
- Cuộc vây hãm Gerona 6 tháng 5 – 12 tháng 12 năm 1809

## H
- Cuộc vây hãm Hamburg 30 tháng 5 năm 1813 – 27 tháng 5 năm 1814
- Trận Haslach-Jungingen 11 tháng 10 năm 1805
- Trận Heilsberg 10 tháng 6 năm 1807
- Trận Hohenlinden 3 tháng 12 năm 1800

## J
- Trận Jena 14 tháng 10 năm 1806

## L
- Trận Landshut 21 tháng 4 năm 1809
- Trận Leipzig 16–19 tháng 10 năm 1813
- Trận Ligny 16 tháng 6 năm 1815
- Trận Lodi 10 tháng 5 năm 1796
- Trận Lübeck 6 tháng 11 năm 1806
- Trận Lützen 2 tháng 5 năm 1813

## M
- Trận Marengo 14 tháng 6 năm 1800
- Trận María 15 tháng 6 năm 1809
- Trận Medellín 28 tháng 3 năm 1809
- Trận Medina de Rioseco 14 tháng 7 năm 1808
- Trận Millesimo 13 tháng 4 năm 1796
- Trận sông Mincio 8 tháng 2 năm 1814
- Trận Mondovì 21 tháng 4 năm 1796
- Trận Montebello 9 tháng 6 năm 1800
- Trận Montenotte 12 tháng 4 năm 1796
- Trận Montmirail 11 tháng 2 năm 1814
- Trận Mount Tabor 16 tháng 4 năm 1799

## N
- Trận sông Nil 1–2 tháng 8 năm 1798
- Trận Novi 15 tháng 8 năm 1799

## O
- Trận Ocana 19 tháng 11 năm 1809
- Trận Cape Ortegal 4 tháng 11 năm 1805
- Trận Orthez 27 tháng 2 năm 1814

## P
- Trận Pancorbo 31 tháng 10 năm 1808
- Trận sông Piave 7–8 tháng 5 năm 1809
- Trận Kim tự tháp 21 tháng 7 năm 1798

## Q
- Trận Quatre Bras 16 tháng 6 năm 1815

## R
- Trận Raab 14 tháng 6 năm 1809
- Trận Raszyn 9 tháng 4 năm 1809
- Trận Rivoli 14–15 tháng 1 năm 1797
- Trận Roliça 17 tháng 8 năm 1808
- Trận La Rothière 1 tháng 2 năm 1814
- Trận Rovereto 4 tháng 11 năm 1796

## S
- Trận Saalfeld 10 tháng 10 năm 1806
- Trận Schöngrabern 16 tháng 11 năm 1805
- Trận Salamanca hay Trận Los Arapiles 22 tháng 7 năm 1812
- Trận Smolensk 17 tháng 8 năm 1812
- Trận Somosierra 30 tháng 11 năm 1808

## T
- Trận Talavera 27–28 tháng 7 năm 1809
- Trận Tamames 18 tháng 10 năm 1809
- Trận Trafalgar 21 tháng 10 năm 1805
- Trận Trebbia 17–19 tháng 6 năm 1799
- Cuộc vây hãm Toulon tháng 9-tháng 12 năm 1793
- Trận Tudela 23 tháng 11 năm 1808

## U
- Trận Ulm 16–19 tháng 10 năm 1805

## V
- Trận Valls 25 tháng 2 năm 1809
- Trận Valmaseda 5 tháng 11 năm 1808
- Trận Valutino 8 tháng 8 năm 1812
- Trận Vauchamps 14 tháng 2 năm 1814
- Trận Vimeiro 20 tháng 8 năm 1808
- Trận Vitoria 21 tháng 6 năm 1813

## W
- Trận Wagram 5–6 tháng 7 năm 1809
- Trận Waterloo 18 tháng 6 năm 1815
- Trận Wavre 18–19 tháng 6 năm 1815
- Trận Wertingen 8 tháng 10 năm 1805

## Z
- Cuộc vây hãm Zaragoza lần thứ nhất 15 tháng 6 – 13 tháng 8 năm 1808
- Cuộc vây hãm Zaragoza lần thứ hai 20 tháng 12 năm 1808 – 20 tháng 2 năm 1809